# Bouansa
Bouansa è un centro abitato della Repubblica del Congo, situato nella regione di Bouenza.